# Giovani dos Santos
Giovani Álex dos Santos Ramírez (Monterrey, 11 de maio de 1989) é um ex-futebolista mexicano que atuava como meio-campista ou atacante. 
É filho do brasileiro Geraldo Francisco dos Santos, mais conhecido como Zizinho. Seus dois irmãos, Éder dos Santos e Jonathan dos Santos, também são futebolistas.

## Carreira

### Início
Revelado em La Masia, como são conhecidas as categorias de base do Barcelona, Giovani dos Santos subiu para o elenco principal em 2007 e logo despontou como uma grande promessa, atraindo a atenção de diversos clubes. No entanto, sem espaço no ataque titular que contava com Lionel Messi, Thierry Henry e Samuel Eto'o, o mexicano foi contratado pelo Tottenham em junho de 2008. No total, atuou em 38 partidas e marcou quatro gols pelo Barcelona.

### Empréstimos
Após não conseguir se firmar, Dos Santos foi emprestado ao Ipswich Town, retornando ao término da temporada. Porém, novamente sem espaço, acabou sendo emprestado ao Galatasaray para o restante da temporada 2009–10.
Ao fim do segundo empréstimo, retornou ao Tottenham, mas sem conseguir espaço na equipe foi emprestado ao Racing de Santander. Em 2011, porém, ele voltou para o clube londrino.

### Mallorca
Em agosto de 2012, no último dia da janela de transferências, acertou sua ida para o Mallorca, da Espanha, assinando um contrato válido por quatro temporadas.

### Villarreal
No dia 9 de julho de 2013, foi contratado pelo Villarreal, também da Espanha, assinando um contrato de quatro anos.

### América
No dia 29 de setembro de 2019, atuando pelo América num clássico contra o Chivas Guadalajara, válido pelo Campeonato Mexicano, Dos Santos sofreu uma grave lesão. Após sofrer uma dura entrada de Antonio Briseño (que recebeu vermelho direto), Giovani ficou com um buraco na perna direita e teve de ficar de fora dos gramados por seis semanas.

## Seleção Nacional
Pela Seleção Mexicana, começou no Sub-17, categoria em que conquistou o Mundial Sub-17 de 2005. Estreou pela seleção principal no dia 9 de setembro de 2007, na vitória por 1 a 0 sobre o Panamá.
Em 2010, já como titular absoluto da equipe, Giovani integrou o elenco do México que disputou a Copa do Mundo FIFA realizada na África do Sul.

## Títulos
América
- Campeón de Campeones: 2019

Seleção Mexicana
- Copa do Mundo FIFA Sub-17: 2005
- Copa Ouro da CONCACAF: 2009, 2011 e 2015
- Medalha de ouro nos Jogos Olímpicos: 2012

### Prêmios individuais
- Melhor jogador da partida da Copa do Mundo FIFA de 2014: México 1–0 Camarões[9]